# عصوية ضارية
العصوية الضارية هي بكتيريا عصوية الشكل، هوائية، موجبة غرام، مكونة للأبواغ توجد في بيئات متنوعة جدا.